# Violette Huck
Violette Huck (Pessac, 18 maart 1988) is een voormalig tennisspeelster uit Frankrijk. Zij begon op achtjarige leeftijd met tennis. Zij speelt linkshandig en heeft een tweehandige backhand. Zij was actief in het proftennis van 2003 tot in 2010.
In 2005 kreeg Huck een wildcard voor Roland Garros voor het vrouwendubbelspeltoernooi, waarmee zij haar debuut op een grandslamtoernooi maakte.
In 2008 speelde zij wederom dubbelspel, maar toen kreeg zij ook voor het vrouwenenkelspeltoernooi een wildcard.

## Posities op deWTA-ranglijst
Positie per einde seizoen:
| jaartal | ranking enkelspel | ranking dubbelspel |
| ------- | ----------------- | ------------------ |
| 2009    | 293               | 232                |
| 2008    | 322               | 174                |
| 2007    | 220               | 332                |
| 2006    | 369               | 528                |
| 2005    | 481               | 370                |
| 2004    | 580               | 896                |
| 2003    | 1051              | –                  |

## Prestatietabel grandslamtoernooien
| Legenda | Legenda                          |
| ------- | -------------------------------- |
| g.t.    | geen toernooi gehouden           |
| l.c.    | lagere categorie                 |
| –       | niet deelgenomen                 |
| G       | uitgeschakeld in de groepsfase   |
| 1R      | uitgeschakeld in de eerste ronde |
| 2R      | uitgeschakeld in de tweede ronde |
| 3R      | uitgeschakeld in de derde ronde  |
| 4R      | uitgeschakeld in de vierde ronde |
| KF      | uitgeschakeld in de kwartfinale  |
| HF      | uitgeschakeld in de halve finale |
| F       | de finale verloren               |
| W       | het toernooi gewonnen            |
| w-v     | winst/verlies-balans             |

### Enkelspel
| Toernooi        | 2008 |
| --------------- | ---- |
| Australian Open | –    |
| Roland Garros   | 1R   |
| Wimbledon       | –    |
| US Open         | –    |

### Vrouwendubbelspel
| Toernooi        | 2005 |    | 2007 | 2008 | 2009 |
| --------------- | ---- | -- | ---- | ---- | ---- |
| Australian Open | –    | –  | –    | –    |      |
| Roland Garros   | 1R   | 1R | 2R   | 1R   |      |
| Wimbledon       | –    | –  | –    | –    |      |
| US Open         | –    | –  | –    | –    |      |